# Жовте (село, Криворізький район)
Жо́вте — село в Україні, у Вакулівській сільській громаді Криворізького району Дніпропетровської області. Населення — 388 мешканців.

## Географія
Село Жовте знаходиться за 3 км від лівого берега річки Жовтенька, на відстані 1 км від села Нові Ковна і за 3 км від села Нововітебське. По селу протікає пересихаючий струмок з загатою. Через село проходить автомобільна дорога Т 0419.

## Історія
В першій четверті XX ст. на хвилі Столипінської реформи в голій балці виник хутір, який в народі прозвали Пустопорожнім. Коли тут поселилось чимало селян, постало село, яке влада назвала Жовтим - за жовтавий колір води в балці і р. Жовтенька.

## Населення

### Мова
Розподіл населення за рідною мовою за даними перепису 2001 року:
| Мова       | Кількість | Відсоток |
| ---------- | --------- | -------- |
| українська | 379       | 97.68%   |
| російська  | 6         | 1.55%    |
| білоруська | 3         | 0.77%    |
| Усього     | 388       | 100%     |

## Інтернет-посилання
- Погода в селі Жовте [Архівовано 20 грудня 2011 у Wayback Machine.]

1. ↑  Рідні мови в об'єднаних територіальних громадах України — Український центр суспільних даних